# دونكان ماكراي
دونكان ماكراي هو سياسي كندي، ولد في 30 مايو 1823 في Ross, Scotland ‏ في المملكة المتحدة، وتوفي في 12 مارس 1879 في Bolsover, Ontario ‏ في كندا. نشط حزبياً في حزب أونتاريو المحافظ التقدمي. وقد انتخب عضو برلمان مقاطعة أونتاريو.